# Веселогорівка
Веселого́рівка — село в Україні, у  Кадіївській міській громаді Алчевського району Луганської області. Населення становить 31 особу. Орган місцевого самоврядування — Червонопрапорська сільська рада.
Знаходиться на тимчасово окупованій території України.
Відповідно до Розпорядження Кабінету Міністрів України від 12 червня 2020 року № 715-р «Про визначення адміністративних центрів та затвердження територій територіальних громад Луганської області» увійшло до складу Кадіївської міської громади.

## Новітна історія
27 січня 2022 року під час нападу диверсійної групи на українські позіції під Веселогорівкою був вбитий один тероріст ЛНР.

## Географія
Село розташоване на річці Санжарівка (права притока Лугані). На північний захід від села проходить межа між Луганською і Донецькою областями. На захід від села проходить лінія розмежування сил на Донбасі (див. Мінська угода (2015)). У селі срумок Горілий впадає у річку Санжарівку.
Сусідні населені пункти: села Надарівка на півдні, Санжарівка (Донецька область) і Польове на південному заході (всі три вище за течією Санжарівки), селище Калинове (нижче за течією Санжарівки) на північно-сході, місто Алмазна на північному сході, селища Ганнівка на сході, Степанівка, Ломуватка і Южна Ломуватка на південному сході.

## Населення
За даними перепису 2001 року населення села становило 31 особу, з них 61,29% зазначили рідною українську мову, а 38,71% — російську.